# Phaenolobus tsunekii
Phaenolobus tsunekii är en stekelart som beskrevs av Tohru Uchida 1955. Phaenolobus tsunekii ingår i släktet Phaenolobus och familjen brokparasitsteklar. Inga underarter finns listade i Catalogue of Life.